# Tristellateia
Tristellateia is een geslacht uit de familie Malpighiaceae. De soorten komen voor van Somalië tot in Mozambique, op het eiland Madagaskar en van (sub)tropisch Azië tot op de Carolinen.

## Soorten
- Tristellateia acutifolia Boivin ex Arènes
- Tristellateia africana S.Moore
- Tristellateia ambondrensis Arènes
- Tristellateia ambongensis Arènes
- Tristellateia australasiae A.Rich.
- Tristellateia bernieriana A.Juss.
- Tristellateia bojeriana A.Juss.
- Tristellateia cocculifolia A.Juss.
- Tristellateia cordifolia Arènes
- Tristellateia dulcamara A.Juss.
- Tristellateia goudotii Arènes
- Tristellateia grandiflora Arènes
- Tristellateia greveana Baill.
- Tristellateia isalensis Arènes
- Tristellateia madagascariensis Poir.
- Tristellateia ovalifolia Arènes
- Tristellateia pubescens Baill.
- Tristellateia rigalii Arènes
- Tristellateia sancti-andreae Arènes
- Tristellateia stenactis Baill.
- Tristellateia stenoptera Baker